# Championnat du Guatemala de football 1989
Navigation
Saison précédente Saison suivante
La Liga Nacional 1989 est la trente-huitième édition de la première division guatémaltèque.
Lors de ce tournoi, le CSD Municipal a conservé son titre de champion du Guatemala face aux onze meilleurs clubs guatémaltèques.
Chacun des douze clubs participant était confronté trois fois aux onze autres équipes. Puis les six meilleurs se sont affrontés deux fois de plus lors de la seconde phase du championnat. Enfin le leader de la première et de la seconde phase finale se sont affrontés en fin de saison pour désigner le champion.
Seulement deux places étaient qualificatives pour la Coupe des champions de la CONCACAF.

## Les 12 clubs participants
| \| Guatemala: Aurora FC Boca del Monte FC (Boca del Monte) CSD Comunicaciones CSD Municipal Tipografía Nacional Guatemala Deportivo Chiquimulilla Guatemala CSD Galcasa Izabal JC CD Jalapa Guatemala Juventud Retalteca Deportivo Suchitepéquez Guatemala Xelaju MC \| Localisation des clubs engagés dans le championnat. |
| Guatemala: Aurora FC Boca del Monte FC (Boca del Monte) CSD Comunicaciones CSD Municipal Tipografía Nacional Guatemala Deportivo Chiquimulilla Guatemala CSD Galcasa Izabal JC CD Jalapa Guatemala Juventud Retalteca Deportivo Suchitepéquez Guatemala Xelaju MC                                                           |

Ce tableau présente les douze équipes qualifiées pour disputer le championnat 1989. On y trouve le nom des clubs, le nom des stades dans lesquels ils évoluent ainsi que la capacité et la localisation de ces derniers.
| Club                    | Stade                            | Capacité          | Ville          |
| Aurora FC               | Stade de l'Ejército              | 13 300            | Guatemala City |
| Boca del Monte FC       | Stade Victoriano López Coco      | 3 000             | Boca del Monte |
| Deportivo Chiquimulilla | Stade inconnu                    | Capacité inconnue | Chiquimulilla  |
| CSD Comunicaciones      | Stade Mateo Flores               | 30 000            | Guatemala City |
| CSD Galcasa             | Stade inconnu                    | Capacité inconnue | Villa Nueva    |
| Izabal JC (en)          | Stade Roy Fearon                 | 8 000             | Puerto Barrios |
| CD Jalapa               | Stade Las Flores                 | 15 000            | Jalapa         |
| CSD Municipal           | Stade Mateo Flores               | 30 000            | Guatemala City |
| Juventud Retalteca      | Stade Óscar Monterroso Izaguirre | 8 000             | Retalhuleu     |
| Deportivo Suchitepéquez | Stade Carlos Salazar Hijo        | 12 000            | Mazatenango    |
| Tipografía Nacional     | Stade La Pedrera                 | Capacité inconnue | Guatemala City |
| Xelaju MC               | Stade Mario Camposeco            | 11 000            | Quetzaltenango |

## Compétition
La compétition se déroule en trois phases:
- Le phase régulière : trente-trois journées de championnat.
- La seconde phase : dix journées de championnat entre les six meilleures équipes de la phase régulière.
- La finale : si le leader de la phase régulière et de la seconde phase sont différents, les équipes s'affrontent pour désigner le champion de la saison.

### Phase régulière
Lors de la phase régulière les douze équipes affrontent à trois reprises les onze autres équipes selon un calendrier tiré aléatoirement.
Les six meilleures équipes sont qualifiées pour le groupe des champions.
Le premier est également qualifié pour la finale du championnat en fin de saison alors que le dernier du groupe est relégué en Primera División de Guatemala.
Le classement est établi sur l'ancien barème de points (victoire à 2 points, match nul à 1, défaite à 0).
Le départage final se fait selon les critères suivants :
- Le nombre de points.
- La différence de buts générale.
- Le nombre de buts marqué.

#### Classement
| Rang | Équipe                  | Pts | J  | G  | N  | P  | Bp | Bc | Diff |
| ---- | ----------------------- | --- | -- | -- | -- | -- | -- | -- | ---- |
| 1    | CSD Municipal T         | 43  | 33 | 17 | 9  | 7  | 56 | 32 | +24  |
| 2    | CSD Galcasa             | 37  | 33 | 15 | 7  | 11 | 39 | 34 | +5   |
| 3    | Boca del Monte FC       | 37  | 33 | 11 | 15 | 7  | 38 | 35 | +3   |
| 4    | Deportivo Suchitepéquez | 35  | 33 | 12 | 11 | 10 | 41 | 31 | +10  |
| 5    | CSD Comunicaciones      | 35  | 33 | 10 | 15 | 8  | 38 | 34 | +4   |
| 6    | Xelaju MC               | 35  | 33 | 12 | 11 | 10 | 31 | 31 | 0    |
| 7    | Aurora FC               | 33  | 33 | 10 | 13 | 10 | 40 | 35 | +5   |
| 8    | Juventud Retalteca      | 33  | 33 | 10 | 13 | 10 | 38 | 42 | -4   |
| 9    | Deportivo Chiquimulilla | 28  | 33 | 8  | 12 | 13 | 28 | 38 | -10  |
| 10   | CD Jalapa               | 27  | 33 | 10 | 7  | 16 | 34 | 45 | -11  |
| 11   | Tipografía Nacional P   | 27  | 33 | 5  | 17 | 11 | 33 | 46 | -13  |
| 12   | Izabal JC (en)          | 26  | 33 | 9  | 8  | 16 | 33 | 46 | -13  |

| Légende : Qualifications et relégations | Légende : Qualifications et relégations     |
| --------------------------------------- | ------------------------------------------- |
|                                         | Qualifié pour le groupe des champions       |
|                                         | Relégué en Primera División de Guatemala    |
|                                         | T Tenant du titre P Promu de la saison 1988 |

### Groupe des champions
Lors de cette seconde phase les six équipes qualifiées affrontent à deux reprises les cinq autres équipes selon un calendrier tiré aléatoirement.
Le premier de cette phase est qualifié pour la finale du championnat.
Le classement est établi sur l'ancien barème de points (victoire à 2 points, match nul à 1, défaite à 0).
Le départage final se fait selon les critères suivants :
- Le nombre de points.
- La différence de buts générale.
- Le nombre de buts marqué.

#### Classement
| Rang | Équipe                  | Pts | J  | G | N | P | Bp | Bc | Diff |
| ---- | ----------------------- | --- | -- | - | - | - | -- | -- | ---- |
| 1    | Deportivo Suchitepéquez | 13  | 10 | 5 | 3 | 2 | 16 | 10 | +6   |
| 2    | CSD Municipal T         | 12  | 10 | 4 | 4 | 2 | 16 | 12 | +4   |
| 3    | CSD Galcasa             | 11  | 10 | 4 | 3 | 3 | 13 | 10 | +3   |
| 4    | CSD Comunicaciones      | 11  | 10 | 5 | 1 | 4 | 12 | 9  | +3   |
| 5    | Boca del Monte FC       | 7   | 10 | 3 | 1 | 6 | 11 | 17 | -6   |
| 6    | Xelaju MC               | 6   | 10 | 2 | 2 | 6 | 12 | 22 | -10  |

| Légende : Qualifications et relégations | Légende : Qualifications et relégations                                                                                                 |
| --------------------------------------- | --- |
|                                         | Coupe des champions de la CONCACAF 1990 (1er Tour de qualification) Coupe des champions de la CONCACAF 1991 (1er Tour de qualification) |
|                                         | Coupe des champions de la CONCACAF 1990 (1er Tour de qualification)                                                                     |
|                                         | T Tenant du titre P Promu de la saison 1988                                                                                             |

### Finale
Le vainqueur de la finale est sacré champion du Guatemala. En cas d'égalité, une prolongation et une séance de tirs au but ont éventuellement lieu.
| Finale | CSD Municipal  | 1:0 | Deportivo Suchitepéquez | Stade Mateo Flores |
|        | Buteur inconnu |     |                         |                    |

## Bilan du tournoi
| Championnat du Guatemala de football 1989                |                         |
| Champion                                                 | CSD Municipal           |
| Dauphin                                                  | Deportivo Suchitepéquez |
| Qualifications continentales                             |                         |
| Coupe des champions 1990 (Premier tour de qualification) | CSD Municipal           |
| Coupe des champions 1990 (Premier tour de qualification) | Deportivo Suchitepéquez |
| Coupe des champions 1991 (Premier tour de qualification) | CSD Municipal           |
| Promotions et relégations                                |                         |
| Promus en Liga Nacional de Guatemala                     | Juventud Escuintleca    |
| Relégués en Primera División de Guatemala                | Izabal JC (en)          |